# Gilbert Bodart
Gilbert Bodart (Ougrée, 2 settembre 1962) è un ex calciatore e allenatore di calcio belga, di ruolo portiere.

## Biografia
È lo zio di Arnaud Bodart, anch'egli calciatore di ruolo portiere.
Il 27 agosto 2008 fu arrestato per aver partecipato, secondo la polizia, ad azioni criminose operate da falsari (tra cui una rapina). L'avvocato di Bodart si giustificò dicendo che l'ex calciatore fu tra le vittime della truffa, a causa di debiti di gioco; ciònonostante venne condannato a 3 anni e mezzo di prigione.
Nel 2017 venne accusato di stalking dalla sua ex compagna Virginie Neuray.

## Carriera

### Club
Bodart è un ex portiere che militò nello Standard Liegi dal 1981 al 1996. Nel 1996 il portiere si è trasferito nella squadra francese del Bordeaux e successivamente, dopo un altro anno allo Standard, in Italia, dove ha militato nei nel Brescia e nel Ravenna in Serie B. Ha terminato la carriera nel 2002 tornando in Belgio al Beveren.

### Nazionale
Con la nazionale belga Bodart ha giocato 12 volte tra il 1986 e il 1995.
Ha giocato poche partite con la squadra nazionale perché in concorrenza con due mostri sacri del calcio belga: prima Jean-Marie Pfaff e poi Michel Preud'homme. Bodart fece parte tuttavia della squadra belga nella selezione per la Coppa del Mondo 1986, nella quale il Belgio ha raggiunto le semifinali, e per la Coppa del Mondo 1990.

### Allenatore
Dopo aver appeso le scarpe al chiodo, Bodart intraprese la carriera di allenatore. iniziò nel 2002 al Visé, per poi passare la stagione seguente all'Oostende. Nell'ottobre del 2005 iniziò ad allenare il Louviéroise nella Jupiler League, ma fu costretto a dimettersi il 21 febbraio 2006, dopo essere stato coinvolto in uno scandalo che ha sconvolto il calcio belga. A settembre 2006 ritorna ad allenare il Wevelgem City in Seconda Divisione.

## Statistiche

### Cronologia presenze e reti in nazionale
| Cronologia completa delle presenze e delle reti in nazionale ― Belgio | Cronologia completa delle presenze e delle reti in nazionale ― Belgio | Cronologia completa delle presenze e delle reti in nazionale ― Belgio | Cronologia completa delle presenze e delle reti in nazionale ― Belgio | Cronologia completa delle presenze e delle reti in nazionale ― Belgio | Cronologia completa delle presenze e delle reti in nazionale ― Belgio | Cronologia completa delle presenze e delle reti in nazionale ― Belgio | Cronologia completa delle presenze e delle reti in nazionale ― Belgio |
| Data                                                                  | Città                                                                 | In casa                                                               | Risultato                                                             | Ospiti                                                                | Competizione                                                          | Reti                                                                  | Note                                                                  |
| --------------------------------------------------------------------- | --------------------------------------------------------------------- | --------------------------------------------------------------------- | --------------------------------------------------------------------- | --------------------------------------------------------------------- | --------------------------------------------------------------------- | --------------------------------------------------------------------- | --------------------------------------------------------------------- |
| 23-4-1986                                                             | Bruxelles                                                             | Belgio                                                                | 2 – 0                                                                 | Bulgaria                                                              | Amichevole                                                            | -                                                                     |                                                                       |
| 4-2-1987                                                              | Braga                                                                 | Portogallo                                                            | 1 – 0                                                                 | Belgio                                                                | Amichevole                                                            | -1                                                                    |                                                                       |
| 12-10-1988                                                            | Anversa                                                               | Belgio                                                                | 1 – 2                                                                 | Brasile                                                               | Amichevole                                                            | -                                                                     | 80’                                                                   |
| 19-10-1988                                                            | Bruxelles                                                             | Belgio                                                                | 1 – 0                                                                 | Svizzera                                                              | Qual. Mondiali 1990                                                   | -                                                                     |                                                                       |
| 23-8-1989                                                             | Wembley                                                               | Belgio                                                                | 3 – 0                                                                 | Danimarca                                                             | Amichevole                                                            | -                                                                     | 46’                                                                   |
| 12-10-1994                                                            | Copenaghen                                                            | Danimarca                                                             | 3 – 1                                                                 | Belgio                                                                | Qual. Euro 1996                                                       | -3                                                                    |                                                                       |
| 29-3-1995                                                             | Siviglia                                                              | Spagna                                                                | 1 – 1                                                                 | Belgio                                                                | Qual. Euro 1996                                                       | -1                                                                    |                                                                       |
| 22-4-1995                                                             | Molenbeek-Saint-Jean                                                  | Belgio                                                                | 1 – 0                                                                 | Stati Uniti                                                           | Amichevole                                                            | -                                                                     |                                                                       |
| 26-4-1995                                                             | Anderlecht                                                            | Belgio                                                                | 2 – 0                                                                 | Cipro                                                                 | Qual. Euro 1996                                                       | -                                                                     |                                                                       |
| 7-6-1995                                                              | Skopje                                                                | Macedonia                                                             | 0 – 5                                                                 | Belgio                                                                | Qual. Euro 1996                                                       | -                                                                     |                                                                       |
| 23-8-1995                                                             | Bruxelles                                                             | Belgio                                                                | 1 – 2                                                                 | Germania                                                              | Qual. Euro 1996                                                       | -2                                                                    |                                                                       |
| 6-9-1995                                                              | Bruxelles                                                             | Belgio                                                                | 1 – 3                                                                 | Danimarca                                                             | Qual. Euro 1996                                                       | -3                                                                    |                                                                       |
| Totale                                                                |                                                                       | Presenze                                                              | 12                                                                    |                                                                       | Reti                                                                  | -10                                                                   |                                                                       |